# برین مار (پنسیلوانیا)
برین مار (به انگلیسی: Bryn Mawr) یک منطقهٔ مسکونی در ایالات متحده آمریکا است که در شهرستان مونتگومری، پنسیلوانیا واقع شده‌است. برین مار ۳٬۷۷۹ نفر جمعیت دارد.